# Coelotes troglocaecus
Coelotes troglocaecus är en spindelart som beskrevs av Matsuei Shimojana och Nishihira 2000. Coelotes troglocaecus ingår i släktet Coelotes och familjen mörkerspindlar. Inga underarter finns listade i Catalogue of Life.